# 宛如飛翔
《宛如飛翔》是NHK於1990年1月7日～12月9日播出的第二十八部大河劇。以薩摩藩為中心，積極描寫從幕末到明治維新時的歷史故事，改編自司馬遼太郎的同名小說。
故事裡，西鄉隆盛與大久保利通兩人在島津齊彬的庇護之下嶄露頭角，撼動了薩摩藩。憑著兩人的力量，不但結束了江戶幕府，並且一同參與明治維新。但在新政府內，兩人卻因意見對立而成為了政敵。最後西鄉下野並於西南戰爭中兵敗戰死，大久保也在次年遭到舊士族的襲擊而殞命。原作《宛如飛翔》是一部描寫由征韓論爭到西南戰爭時期的作品，本劇的第二部依据這部作品改编。而電視劇第一部則是編劇小山內美江子由《宛如飛翔》的部分內容再參照同為司馬遼太郎原作的《龍馬來了》與《最後的將軍》情節所綜合編成的劇本。第一部、第二部的旁白都使用鹿兒島方言。　
與前三年的作品比起來，本劇收視率略差一點；但是以幕末維新的題材而言，本劇的收視率可謂相當不錯。由於本劇的內容並不輕薄，因此得到了很高的評價。

## 工作人員
- 原作・・・司馬遼太郎
- 劇本・・・小山內美江子
- 音樂・・・一柳慧
- 演奏・・・東京交響樂團
- 主題音樂演奏・・・NHK交響樂團
- 主題音樂指揮・・・秋山和慶
- 題字・・・司馬遼太郎
- 協力・・・鹿兒島縣
- 監修・・・小西四郎
- 時代考証・・・原口泉
- 風俗考証・・・小野一成
- 衣裝考証・・・小泉清子
- 所作指導・・・猿若清方
- 殺陣・・・林邦史朗
- 製作・・・吉村文孝
- 導演・・・平山武之、望月良雄、木田幸紀、小松隆一、菅康弘
- 旁白・・・草野大悟（第一部）、田中裕子（第二部）

## 出演

### 西鄉家・大久保家
- 西鄉隆盛：西田敏行
- 大久保利通：鹿賀丈史
- 西鄉吉兵衛：坂上二郎　（隆盛之父）
- 西鄉龍右衛門：濱村純　（隆盛祖父）
- 西鄉政：富士真奈美　（隆盛之母）
- 西鄉君：大路三千緒　（隆盛祖母）
- 西鄉糸：田中裕子　（隆盛正室・繼妻）
- 西鄉俊：南果步　（隆盛正室・前妻）
- 愛加那：石田惠理　（隆盛側室）
- 西鄉吉二郎：村田雄浩　（隆盛之弟）
- 西鄉小兵衛：武田佑介→岩下謙人→金山一彥　（隆盛之弟）
- 西鄉從道：根本卓哉→高橋守→星孝行→緒形直人　（隆盛之弟）
- 西鄉琴：酒井法子　（隆盛之妹）
- 西鄉清：國生小百合　（從道之妻）
- 西鄉園：星野博美
- 西鄉松：長谷川真弓
- 西鄉菊次郎：若菜大輔→六浦誠
- 西鄉菊子：茅野佐智恵
- 西鄉須磨：奧田圭子
- 西鄉美津：八木澤一惠→廣瀨珠美
- 西鄉勇袈裟：早津翔太→長谷川步
- 西鄉午次郎：高橋壹岐
- 西鄉隆：近藤繪麻
- 西鄉安：田京惠
- 大久保福：八木昌子　（利通之母）
- 大久保利世：北村和夫　（利通之父）
- 大久保滿壽：賀來千香子　（利通之妻）
- 大久保喜智：吉川十和子　（利通之妹）
- 大久保伸熊（牧野伸顯）：大西良和→三浦龍也
- 大久保須磨：矢澤美紀
- 大久保理代：桂川冬子

### 島津一門・家臣
- 島津齊興：江見俊太郎　（薩摩藩第10代藩主）
- 島津齊彬：加山雄三　（薩摩藩11代藩主）
- 島津久光：高橋英樹　（齊彬庶弟）
- 島津忠義：藤原秀樹→川名康浩　（久光長男）
- 島津敬子・篤姬（天璋院）：富司純子　（島津齊彬養女・德川家定正室）
- 幾島：樹木希林　（篤姬的侍女）
- 阿由羅：草笛光子　（島津齊興的側室）
- 喜久：田中好子　 （島津齊彬的側室）
- 小松帶刀：大橋吾郎　（薩摩藩・家老）
- 大山綱良：蟹江敬三　（鹿兒島縣的大參事、縣令）
- 大山巖：坂上忍　（西鄉隆盛的從兄）
- 村田新八：益岡徹
- 有馬新七：内藤剛志
- 海江田信義：佐野史郎
- 伊地知正治：安藤一夫
- 吉井友實：福田勝洋
- 樺山三圓：吉岡祐一
- 伊藤才藏：草見潤平
- 谷村愛之助：潮哲也
- 森山新藏：東野英心
- 關勇助：坂口芳貞
- 土持政照：光石研
- 月照：野村萬之丞
- 川路利良：鹽野谷正幸
- 桐野利秋：杉本哲太
- 中原尚雄：渡邊一惠
- 別府晉介：黑田隆哉
- 篠原國幹：西田靜志郎
- 海老原穆：草野大悟
- 調所笑左衛門（調所廣鄉）：高品格

### 江戶幕府與相關人士
- 德川家慶：加藤治　（江戶幕府第12代將軍）
- 德川家定：上杉祥三　（江戶幕府第13代將軍）
- 德川家茂：三宅喜章→小林正則→若菜孝史　（江戶幕府第14代將軍）
- 和宮：鈴木京香　（德川家茂正室）
- 德川慶喜：三田村邦彥　（江戶幕府第15代將軍）
- 井伊直弼：神山繁　（江戶幕府大老）
- 松平春嶽：磯部勉　（越前藩主）
- 松平容保：若松武　（會津藩主）
- 松平定敬：真崎理　（桑名藩主・松平容保兄弟）
- 德川慶勝：板倉佳司→三上真一郎　（尾張藩主・松平容保兄弟）
- 德川慶篤：高野光平　（水戶藩主）
- 山内容堂：嵐圭史　（土佐藩主）
- 伊達宗城：北村總一朗　（宇和島藩主）
- 淺野長勳：清水明彥　（廣島藩主）
- 長野主膳：伊藤孝雄　（大老・井伊直弼之参謀）
- 阿部正弘：若林豪　（江戶幕府老中）
- 堀田正睦：井上孝雄　（江戶幕府老中）
- 板倉勝靜：津村鷹志　（江戶幕府老中）
- 水野忠精：大林丈史　（江戶幕府老中）
- 間部詮勝：石坂重二　（江戶幕府老中）
- 勝海舟：林隆三　（江戶幕府陸軍總裁）
- 川路聖謨：伏見哲夫　（江戶幕府勘定奉行）
- 岩瀨忠震：酒井鄉博　（江戶幕府外國奉行）

### 各藩藩士與相關人士
- 藤田東湖：大山克巳　（水戶藩士）
- 安島帶刀：平井武　（水戶藩家老）
- 橋本左内：篠井英介　（越前藩士）
- 坂本龍馬：佐藤浩市　（土佐藩浪士）
- 阿龍：洞口依子　（龍馬之妻）
- 中岡慎太郎：古山忠良　（土佐藩士）
- 桂小五郎（木戶孝允）：田中健　（長州藩士）
- 木戶松子（幾松）：景山仁美　（孝允之妻）
- 品川彌二郎：廣田高志　（長州藩士）
- 大隈重信：石丸謙二郎　（佐賀藩士）
- 板垣退助：齊藤洋介　（土佐藩士）
- 江藤新平：隆大介　（佐賀藩士）
- 伊藤博文：小倉久寛　（長州藩士）
- 山縣有朋：新井康弘　（長州藩士）
- 井上馨：長谷川初範　（長州藩士）
- 大村益次郎：平田滿　（長州藩士）
- 平野國臣：野崎海太郎　（福岡藩士）
- 副島種臣：坂部文昭　（佐賀藩士）
- 大木喬任：町田幸夫　（佐賀藩士）
- 兒玉源太郎：光岡湧太郎　（長州藩士）
- 后藤象二郎：高橋幸兵　（土佐藩士）

### 朝廷相關人士
- 岩倉具視：小林稔侍
- 三条實美：角野卓造
- 中川宮（久邇宮）：三木敏彥
- 中山忠能：松村彥次郎
- 近衛忠凞：柳生博
- 正親町三条實愛：沼田爆
- 大原重德：庄司永建

### 其他
- 新門辰五郎：三木則平
- 約翰萬次郎：中西良太
- 恩斯特・薩道：ゴダン・ジャンリュック
- 湯森・赫禮士：喬・葛雷伊斯
- 亨利・休斯肯：アンドレ・ケイザース
- 阿房：萬田久子
- 龜：飯田照子
- 蘆名千繪：有森也實　（矢崎八郎太的戀人）
- 蘆名千草：南條玲子
- 山城屋和助：藤堂新二
- 梅乃家五郎八：桂三木助
- 川口雪篷：龍雷太
- 十藏：奥村公延
- 熊吉：車丸吉
- 金太：段田安則

＊矢崎八郎太(以宮崎八郎做為原型)：堤真一

## 幕後花絮
- 本作主要參考司馬遼太郎的《宛如飛翔》，也參考了司馬其他的幕末作品，長篇小說如《龍馬來了》（坂本龍馬的故事）、《花神》（大村益次郎的故事），短篇小說如《最後的將軍》（德川慶喜的故事）、《狐馬》（島津久光的故事）、《醉侯》（山內容堂的故事），不過基本上還是劇作家小山內美江子的原創作品，比如原作裡面，沒有川路利良。

- 在原作裡面，西鄉與大久保等人的印象大多是沉默的薩摩人模樣，但劇作家小山內表示，沉默的人怎麼演電視劇？於是賦予了他們比較激情的台詞。這一點原作者司馬遼太郎是理解的。

- 第一部與第二部的旁白全部都使用鹿兒島方言（第一部的旁白者是鹿兒島出身）。演員只要是薩摩方的，都是說鹿兒島方言，並在劇中偶爾會對地方用語出現字幕解說。劇中使用的方言已經比較接近標準語了，實際的鹿兒島方言是更難的。

- 演出的主要演員都跟歷史人物相當接近，比如西田敏行跟當時有名的西鄉肖像畫很接近，且西田在演出時還特別增重，為了表現西鄉魁偉的身材，還在衣服裡增加了東西。另外，演出大久保的鹿賀，也被大久保的子孫稱其相當接近實像。

- 兩部的片頭不太一樣，第一部開頭是火山爆發，第二部是大海。

- 音樂採現代音樂，是大河劇中少見的風格，展現幕末到明治初期的渾沌感。

- 跟劇名一樣，裡面經常出現「與其哭泣，不如飛翔」（泣こよっかひっ翔べ）的台詞，這是司馬遼太郎對薩摩人賦予的特殊印象。本作中的片頭，也是司馬本人的揮毫。

- 在2011年大河劇「江～公主們的戰國～」開播前，NHK製作過特別節目「看見大河劇50作」。裡面訪問到男主角西田敏行。西田敏行表示，本劇的特色是奔跑與跳躍，因為題目是飛翔，所以跳躍要像飛起來一樣。另外他表示，在選角時，很驚訝大久保可以找到像鹿賀這麼適合的人，而且在第二部御前會議的爭執中，鹿賀是含著淚水與他爭執的。他認為鹿賀相當到位。

## 各集篇名

### 第1部　幕末編
- 第1回  薩摩藩本家騒動
- 第2回 	新藩主入國
- 第3回	命運之女
- 第4回	黑船來襲
- 第5回	前往江戶
- 第6回	庭方役拜命
- 第7回	篤姫入輿
- 第8回	事故徵兆
- 第9回	大老・井伊直弼
- 第10回	齊彬出兵計畫
- 第11回	大獄風暴
- 第12回	吉之助入水
- 第13回	正助的布局
- 第14回	櫻田門外之變
- 第15回	南國之女
- 第16回	吉之助歸來
- 第17回	討伐同志
- 第18回	朝廷攻略計畫
- 第19回	斬殺異人
- 第20回	薩英戰爭前夕
- 第21回	慶喜的背叛
- 第22回	燃燒的回憶
- 第23回	龍馬與海舟
- 第24回	新契約
- 第25回	薩長同盟
- 第26回	前往討幕之道
- 第27回	王政復古
- 第28回	江戸開城
- 第29回	維新告成

### 第2部　明治編
- 第30回	動揺的新政府
- 第31回	決意的出走
- 第32回	苦難的大變革
- 第33回	犧牲之牛
- 第34回	歐美視察團出發
- 第35回	留守政府分裂
- 第36回	破裂彈中的午睡
- 第37回	遣韓大使志願
- 第38回	大久保的決斷
- 第39回	兩雄對決
- 第40回	西郷、下野
- 第41回	東京政府孤立
- 第42回	佐賀之亂
- 第43回	分道揚鑣的薩摩
- 第44回	武士暴動
- 第45回	西郷軍舉兵
- 第46回	西南戰爭
- 第47回	前往故郷・城山
- 完結篇	往明日飛翔

## 總集編
1. 「青雲之志」（第一部・前編）
2. 「完成維新」（第一部・後編）
3. 「兩雄對決」 （第二部・前編）
4. 「往明日飛翔」（第二部・後編）